# Jim Brown
Jim Brown, celým jménem James Nataniel Brown, (17. února 1936 St. Simons – 18. května 2023) byl hráč amerického fotbalu. V roce 2002 byl v anketě časopisu Sporting News vyhlášen nejlepším hráčem v historii tohoto sportu.
Jeho otec byl profesionální boxer. Narodil se ve státě Georgie, když mu bylo osm let, rodina se přestěhovala do newyorské čtvrti Manhasset. Na střední škole i na Syracuse University hrál kromě amerického fotbalu úspěšně také basketbal a lakros. V roce 1957 byl draftován klubem National Football League Cleveland Browns, za který odehrál devět sezón. V první sezóně mu byla udělena cena pro nejlepšího nováčka soutěže. V roce 1964 s Clevelandem NFL vyhrál, třikrát byl vyhlášen nejužitečnějším hráčem Pro Bowlu, v roce 1963 získal Bert Bell Award pro nejlepšího hráče ligy. Během kariéry dosáhl 126 touchdownů.
Po ukončení sportovní kariéry se stal hercem, hrál ve filmech Tucet špinavců, 100 pušek, Cesta do Sonory, Peklo v Pacifiku, Běžící muž a dalších. Ve filmu Spravedlnost černého muže (1970) ztvárnil hlavní roli. Působil také jako spolukomentátor sportovních přenosů a funkcionář klubu Cleveland Browns. Spike Lee o něm v roce 2002 natočil dokumentární film Jim Brown: All-American. Je jediným sportovcem, který byl zařazen do tří síní slávy: Pro Football Hall of Fame, College Football Hall of Fame a Lacrosse Hall of Fame. V anketě serveru ESPN byl zvolen druhým nejlepším americkým sportovcem 20. století.